# Adriana Lima
Adriana Lima (Salvador, 12 giugno 1981) è una supermodella e attrice brasiliana.
A 15 anni vinse il concorso Ford Supermodel del Brasile, per poi giungere seconda nello stesso concorso internazionale. Debuttò sulla passerella nel 1997, sfilando alla settimana della moda di New York per Anna Sui e continuando per le più importanti case di moda.
Attualmente è ambasciatrice dei marchi IWC, Maybelline, Puma e Miu Miu. Dal 2014 al 2016, secondo la rivista Forbes, è stata la seconda modella più pagata al mondo.

## Biografia
Di origine portoghese, svizzera,greca e nativa brasiliana, è figlia unica di Maria Graça Lima e Nelson Torres, che ha lasciato Adriana e la madre quando lei aveva solo 6 mesi. È cresciuta a Castelo Branco, quartiere di Salvador (Bahia).
Parla quattro lingue: portoghese, inglese, spagnolo e italiano.

### Carriera da modella

#### Dagli inizi al 2010

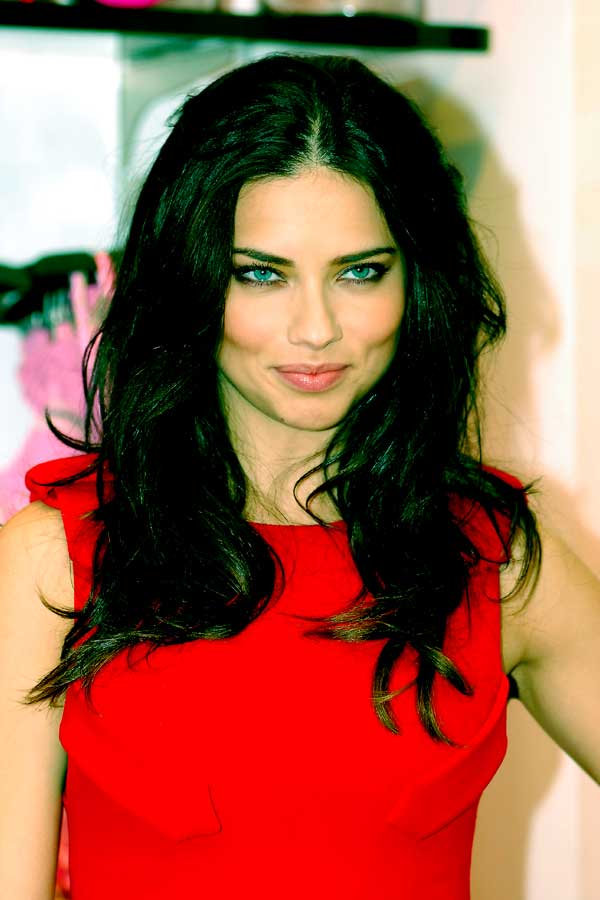
Adriana Lima nel 2010

La carriera di Adriana Lima iniziò per caso, quando accompagnò una sua amica ad un concorso per modelle. A 15 anni vinse il Ford Supermodel del Brasile, successivamente giunse seconda nello stesso concorso internazionale. Si trasferì a New York, firmando un contratto con l'agenzia Elite Model Management, e apparve su numerose riviste internazionali di moda quali Vogue, Marie Claire, Elle, Harper's Bazaar, Esquire e GQ.
Il suo debutto sulle passerelle avvenne per la collezione primavera/estate di Anna Sui, durante la settimana della moda di New York, nel 1997.  Da allora sfilò per stilisti come Vera Wang, Miu Miu, Ralph Lauren, Giorgio Armani, Christian Dior, Christian Lacroix, Victoria's Secret, Louis Vuitton, Prada, Givenchy, Versace, Bottega Veneta, Marc Jacobs e molti altri. Nel 2000 divenne il volto di Guess?, mentre l'anno successivo fu testimonial di Armani jeans.
Nel dicembre 2002 posò per la prima volta senza veli per GQ Spain, fotografata da Russell James. Nel 2003 fu sulla copertina dell'edizione brasiliana di Vogue in due mesi consecutivi, agosto e settembre. Fu scelta come testimonial per il marchio di cosmetici Maybelline dal 2003 al 2009, dove fu protagonista di molte campagne pubblicitarie e nel 2009 anche di un calendario in edizione limitata.
Adriana apparve per la prima volta sul Calendario Pirelli nel 2005, fotografata da Patrick Demarchelier, e divenne nota in Italia in seguito ad un contratto con la TIM per la quale girò alcuni spot tra il 2004 e il 2005. Sempre nel 2005 apparì sulla copertina di Vogue Messico per il mese di febbraio. Nell'aprile 2006 fu sulla cover della versione americana di GQ, dove fece parecchio discutere il suo schierarsi contro il sesso prematrimoniale. Nel 2008 fu sulla copertina della versione inglese di GQ insieme agli altri angeli di Victoria's Secret. L'anno successivo fu una delle protagoniste della campagna di Givenchy per la stagione Autunno/Inverno 2009, insieme a lei per la collezione donna posarono l'italiana Mariacarla Boscono, Iris Strubegger, Ranya Mordanova e Leonor Scherrer, nel mese di aprile, dopo un viaggio in Turchia firmò un contratto con la Doritos comparendo sia in campagne stampa che in spot pubblicitari.
Nel 2010 venne scelta insieme ad Alessandra Ambrosio e Rosie Huntington-Whiteley, sue colleghe di Victoria's Secret, come testimonial del marchio di borse spagnolo Loewe. Nel mese di luglio fu fotografata da Mario Sorrenti per lo speciale Sexy body issue della rivista V Magazine, in cui la modella appare senza veli e coperta da una "V" che una volta grattata lascia la modella in topless.

Ha avuto l'opportunità di lavorare con i più prestigiosi fotografi tra cui, Mario Testino Giampaolo Sgura, Russell James, Steve McCurry e Vincent Peters quest'ultimo disse di lei:
(Vincent Peters)

#### Dal 2011 al 2014
Nel 2011 fu una dei due volti di Blumarine della stagione Autunno/Inverno 2011/2012, insieme a Sara Sampaio, e del marchio di lusso brasiliano Forum. Nel mese di novembre rivelò al Daily Telegraph la dieta per prepararsi al Victoria's Secret Fashion Show dicendo che, oltre agli esercizi fisici, a nove giorni dalla sfilata non assume cibi solidi ma solo frullati di proteine e tre litri di acqua, un paio di giorni prima smette di assumere calorie, bevendo solo acqua, e dodici ore prima smette di bere qualsiasi liquido. La dieta ebbe critiche negative, ma la modella la difese dicendo «Mi rendo conto che è molto intenso , ma ... ho la mente di un'atleta e apprezzo questo genere di cose. Non seguo diete pazzesche tutto l'anno. Lo faccio solo per questa cosa. Dopo la sfilata, torno normale!». Secondo Google questa dieta fu la quinta più cliccata sul web, nel 2012.
Fu scelta come volto della campagna pubblicitaria di Donna Karan primavera/estate del 2012, realizzata sullo sfondo di Haiti la campagna originò non poche polemiche, infatti nonostante il suo impegno di raccolta fondi per aiutare gli haitiani nella situazione post terremoto, l'immagine della Lima accanto ad alcuni sfollati non fu molto gradita dai media.
Nei primi mesi del 2012 la Mavi Jeans, azienda di abbigliamento turca, le fece un contratto per essere il volto del marchio, nel primo trimestre del 2012 la sua campagna incrementò le vendite del 50%. Grazie al successo con l'azienda la filiale europea russa decise di fare di lei il volto globale del marchio. Nello stesso anno fu l'unica celebrità a partecipare con 2 pubblicità al superbowl statunitense, il primo per il marchio Teleflora, lo spot fu classificato secondo nella lista degli spot più sessisti di sempre, in quanto la modella spiegava come sia sufficiente un bouquet di fiori per sciogliere una donna e conquistarla. Il secondo per la casa automobilistica Kia Motors, le cui vendite aumentarono del 138% dopo aver trasmesso lo spot.
Nel 2013 comparve per la seconda volta nel Calendario Pirelli dove fu la prima donna ad essere fotografata in stato di gravidanza, e diventò testimonial del Brand Metro City. Sempre nello stesso anno, fu uno dei volti della campagna pubblicitaria Miu Miu primavera/estate, nel mese di febbraio partecipò alla settimana della moda di Milano sfilando per Prada. Venne fotografata per Calvin Klein che disegnò un'esclusiva t-shirt per la campagna di sensibilizzazione amfAR di San Paolo del Brasile, fondazione per la Ricerca sull'AIDS, oltre a lei, la campagna riunì un gruppo di illustri personaggi brasiliani. Fu madrina della Confederations Cup in programma in Brasile dal 15 al 30 giugno. Nel luglio dello stesso anno Desigual annunciò Adriana come volto del marchio sfilando in passerella durante Barcelona Fashion Week Primavera/Estate, inoltre fu riconfermata tra le protagoniste della campagna Miu Miu autunno/inverno 2013/2014 e nel mese di ottobre apparve sulla copertina di Vogue Brazil.
Nel 2014 fu scelta da Donna Karan come testimonial della sua linea di abbigliamento accanto al modello Andres Segura, ambientata nuovamente ad Haiti come nel 2012. Nel mese di aprile il brand spagnolo Desigual annunciò il proseguimento del rapporto lavorativo con la modella che sarebbe stata il volto delle due main collection Autunno/Inverno e Primavera 2015, ruolo sancito anche da una serie di spot televisivi, e per cui sfilò durante la New York Fashion Week. In occasione dei mondiali in Brasile, di cui fu madrina, la Kia scelse nuovamente Adriana per pubblicizzare le sue auto. Nello stesso anno venne scelta per la campagna pubblicitaria di Jason Wu e di IWC, celebre marchio di orologeria, inoltre tornò ad essere nuovamente testimonial Maybelline.

#### Dal 2015 in poi

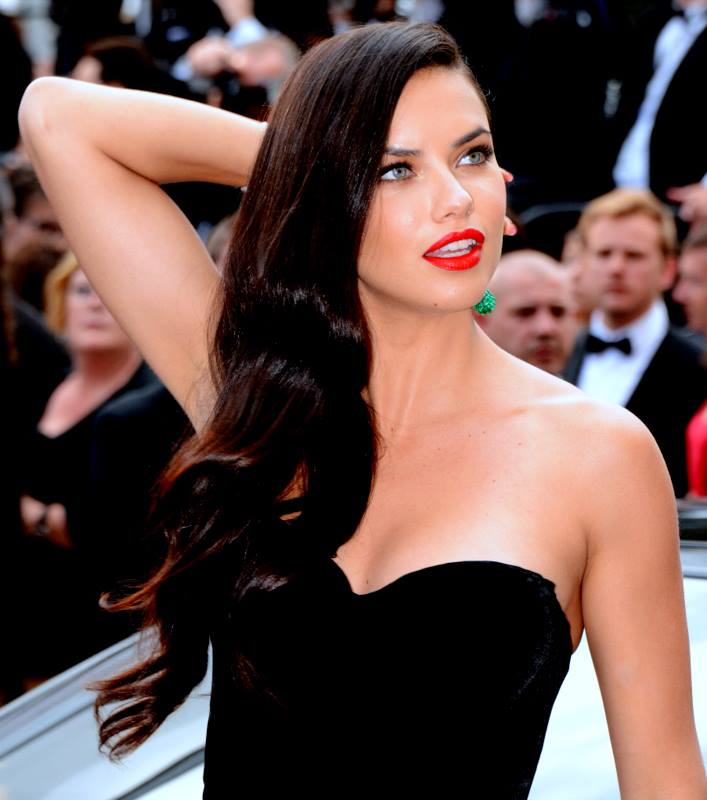
Adriana Lima al Festival di Cannes 2015

Nel 2015 apparve per la terza volta sul Calendario Pirelli, fotografata da Steven Meisel, e venne scelta come testimonial di diverse campagne pubblicitarie, tra cui, Versace for Riachuelo, Marc Jacobs, Vogue Eyewear e Balmain, per cui chiuse la sfilata durante la Settimana della moda di Parigi nel mese di marzo. Fu il volto della linea Summer di H&M, accanto alle modelle Natasha Poly, Doutzen Kroes e Joan Smalls, realizzata dal fotografo Lachlan Bailey. Nel mese di maggio fu scelta come testimonial del nuovo profumo di Marc Jacobs, Decadence, dove, immortalata da Steven Maisel, appare distesa mentre morde la catena d'oro del profumo. Nel mese di novembre ricevette una statua di cera presso il Madame Tussauds di New York, facendo di lei la prima modella, nonché il primo angelo di Victoria's Secret, ad apparire in quel museo e la seconda personalità brasiliana dopo Pelé. La statua è ritratta con un outfit indossato dalla modella durante il Victoria's Secret Fashion Show del 2013.
Nel 2016 continuò la sua collaborazione come testimonial per la primavera/estate di Marc Jacobs e di Vogue Eyewear, inoltre venne scelta come testimonial della linea summer dal marchio Calzedonia. Nel mese di agosto, oltre ad apparire sulla cover di Vogue Brasile, fu arruolata, insieme alla collega Alessandra Ambrosio, dal network radiotelevisivo statunitense NBC, per raccontare le Olimpiadi 2016 realizzando un Best of Rio de Janeiro, per parlare di moda, cibo e cultura. Durante questa esperienza fu scelta anche come tedofora per trasportare la torcia delle Olimpiadi. Inoltre partecipò alla Milano Fashion Week sfilando per Versace e Bottega Veneta.
Nel 2017 venne scelta come testimonial delle campagne pubblicitarie primavera/estate e autunno/inverno di Sportmax, nel mese di luglio apparve sulla copertina dell'edizione spagnola di Harper's Bazaar, mentre nel mese di settembre fu, accanto alla modella Irina Shayk e al cantante The Weeknd, sulla cover dell'edizione americana di  Harper's Bazaar, per celebrare il 150º anniversario. Partecipò alla New York Fashion Week sfilando per Philepp Plein e Fenty x Puma. Nello stesso anno ricoprì il ruolo di presentatrice nella trasmissione American Beauty Star, un talent show sugli stilisti andato in onda su Lifetime. Nel mese di dicembre, a seguito di una richiesta lavorativa di posare per un video sexy, la modella annunciò di non volersi spogliare più, se non per una buona causa. Inoltre fu candidata, insieme ad altre 14 modelle, come Social Media Star of the Year dal sito models.com.
Nella primavera del 2018 venne scelta come ambasciatrice globale del marchio di scarpe Schutz, mentre nell'autunno dello stesso anno fu scelta come testimonial del brand sportivo Puma. Nel gennaio 2019 Puma e Maybelline, due brand di cui è testimonial, realizzano una linea beauty ad edizione limitata, Puma x Maybelline e scelsero nuovamente la modella come volto. Nel mese di aprile prese parte ad uno spot pubblicitario per il Palms Casino Resort di Las Vegas, al suo fianco Cardi B, Emily Ratajkowski, Ezra Miller e Rita Ora. Nel mese di agosto fu sulla cover di Vogue Spain, insieme alla modella Irina Shaik. Inoltre fu scelta dal brand BCBGMAXAZRIA come testimonial della campagna autunno/inverno in occasione del trentesimo anniversario del marchio, e nel mese di novembre apparì per la prima volta sulla copertina della versione araba di Vogue. Nello stesso mese lanciò, sempre in collaborazione con Puma, una sua linea di abbigliamento sportivo.
Nel 2020 fu tra le protagonista della campagna pubblicitaria primavera/estate di Max Mara, realizzata da Steven Meisel e realizzò, in collaborazione con Prive Revaux, una sua linea di montature per occhiali. Nel mese di marzo fu sulla copertina di Vogue Japan. Nel dicembre del 2021 fu una dei giudici di Miss Universo, dove vinse l'indiana Harnaaz Sandhu. L'anno seguente fu sulle copertine di Vogue Arabia, nel mese di gennaio, e Harper's Bazaar Grecia, nel mese di febbraio. Nel mese successivo, per celebrare i 25 anni di carriera, fu sulla cover di L'Officiel, nelle edizioni italiana, francese e statunitense.
Nel febbraio 2023 fu scelta dalla FIFA come Global Fan Ambassador. Nel mese di dicembre fu sulla cover di Harper's Bazaar Arabia.
Nel maggio del 2025 fu tra le protagoniste della campagna pubblicitaria di Zara, una collezione speciale per celebrare i 50 anni del brand, Steven Meisel fu chiamato a dirigere il cortometraggio che riunì 50 tra le modelle più iconiche. Nel luglio dello stesso anno, fu annunciata come nuovo volto di Helena Rubinstein, pioniera nel campo della skincare. Nello stesso mese fu sulla cover della versione cinese di Vogue.

#### Victoria's secret
Adriana Lima è meglio conosciuta per il suo lavoro con Victoria's Secret. La sua prima sfilata avvenne nel 1999, e diventó una Victoria's Secret Angels nel 2000. È la modella ad aver aperto più show, ben 5, nelle edizioni del 2003, 2007, 2008, 2010 e nel 2012, in quest'ultimo sfiló a meno di due mesi dopo aver dato alla luce la sua seconda figlia. Detiene anche il record di chiusura, con Heidi Klum, di tre show, nel 2001, 2002 e 2018. Saltò l'edizione del 2009 a causa della sua prima gravidanza. È apparsa in moltissime campagne pubblicitarie e spot, tra cui uno del 2003 accanto a Bob Dylan. Nel 2004 è stata una dei cinque angeli a partecipare al tour Angels Across America accanto a Tyra Banks, Heidi Klum, Gisele Bündchen, ed Alessandra Ambrosio. Nel 2007 insieme agli altri angeli riceve una stella sulla Walk of Fame di Hollywood.

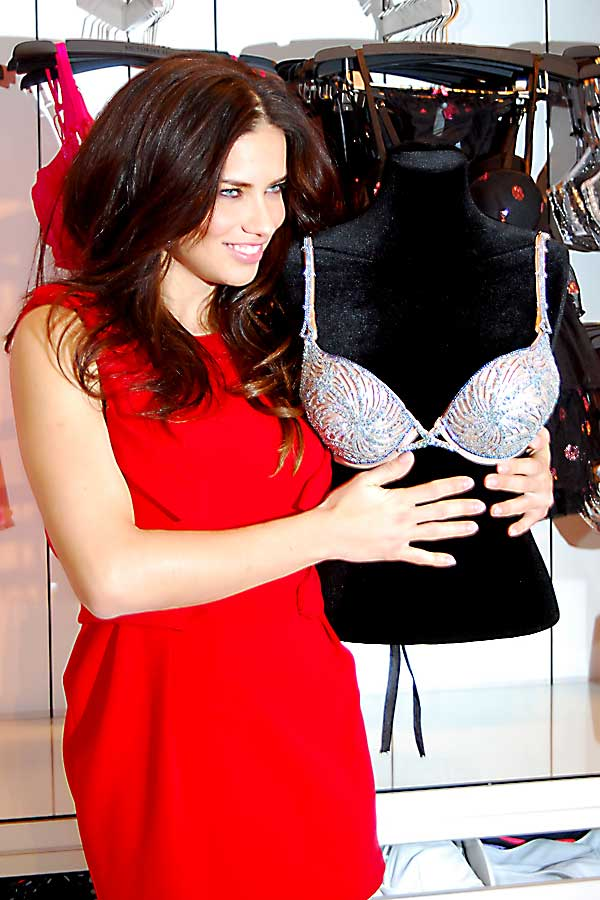
Adriana Lima con il Bombshell Fantasy Bra nel 2010

Adriana è l'unica modella, insieme ad Heidi Klum, ad aver avuto l'opportunità di indossare il Fantasy Bra in tre diverse occasioni. Il Black Diamond Fantasy Miracle Bra per il Victoria's Secret fashion show del 2008, dal valore di 5 milioni di dollari, fu creato dal designer statunitense di gioielli Martin Katz usando 3.575 diamanti neri, 117 diamanti da 1 carato, 34 rubini e 2 diamanti neri a goccia di un peso totale di 100 carati. Nel 2010 venne scelta per indossare il Bombshell Fantasy Bra dove in totale si contano ben 142 carati di pietre preziose, di cui 60 solo di diamanti e 82 di topazi e zaffiri, dal valore di 2 milioni di dollari creato da Damiani. Ripeté nuovamente l'esperienza nel 2014, anno in cui per la prima volta Victoria's Secret decise di creare ben 2 Dreams Angel Fantasy Bras nelle varianti di rosso e blu, quello indossato da Adriana fu realizzato con 16 000 zaffiri incastonati su una montatura di oro 18 carati. L'altro, realizzato con rubini, venne indossato da Alessandra Ambrosio, entrambi i Fantasy Bra furono creati dal gioielliere Pascal Mouawad per un valore di 2 milioni di dollari ciascuno.
Nel 2008 fu scelta, da Victoria's Secret, come protagonista per lo spot trasmesso durante il Super Bowl che, con 103,7 milioni di telespettatori, risultò lo spot più visto durante l'evento. Nel 2015 e 2016 venne scelta nuovamente dalla casa di moda per apparire negli spot trasmessi durante il Super Bowl, nel 2015 accanto alle colleghe Doutzen Kroes, Behati Prinsloo, Lily Aldridge e Candice Swanepoel, mentre l'anno successivo accanto alle modelle Alessandra Ambrosio, Elsa Hosk, Jasmine Tookes e Taylor Hill, in entrambi gli spot fu ricreata proprio una partita di football.
Nel gennaio 2017 venne dichiarata dalla rivista O Globo l’Angelo di Victoria’s Secret più influente, capace di far aumentare le vendite e rappresentare l’ideale sexy e sensuale del brand di lingerie. Secondo il quotidiano di Rio de Janeiro, a stabilirlo è un algoritmo basato su 14 parametri che vanno dai followers su Instagram al numero di sfilate a cui è richiesta.
L'8 novembre 2018, durante lo show del famoso brand di lingerie, annunciò il suo addio alla famosa casa di moda, dichiarando sul suo profilo Instagram: «Cara Victoria, Grazie per avermi mostrato il mondo, per aver condiviso i tuoi segreti con me e soprattutto per avermi dato non solo le ali ma per avermi insegnato a volare». Nella sua carriera partecipò a numerosi press tours, alle aperture di nuovi negozi e al lancio di molte collezioni. È stata la modella ad aver partecipato a più sfilate, ben 19, e l'angelo più longevo, dal 2000 al 2018.
Nel 2023 tornò a collaborare con la casa di moda.

### Carriera da attrice
Il primo ruolo di Adriana fu in un cortometraggio in serie della BMW The Hire, dal titolo The follow nel 2001,
interpretato da Clive Owen e Mickey Rourke e diretto da Wong Kar-wai. Inoltre comparve con le sue colleghe Angeli (di Victoria's Secret) nella serie tv How I Met Your Mother nel novembre del 2007.
Nel 2008 partecipò ad un episodio della serie televisiva Ugly Betty nel ruolo di sé stessa. Nel dicembre 2013 è stata guest star di un episodio, intitolato Models Love Magic, della prima stagione della sitcom The Crazy Ones, dove interpreta sé stessa. Nel 2018 recitò un cameo nella pellicola Ocean's 8, diretta da Gary Ross.

## Vita privata
Il 14 febbraio 2009 ha sposato il cestista serbo Marko Jarić, a Jackson Hole, nel Wyoming. La coppia ha avuto due figlie: Valentina, nata il 15 novembre 2009, e Sienna, nata il 12 settembre 2012, entrambe nate a New York. Nel maggio 2014 la coppia ha annunciato la separazione, il divorzio fu finalizzato nel marzo 2016. Dal matrimonio aveva fatto richiesta per ottenere la cittadinanza serba.
Dal settembre 2021 frequenta Andre Lemmers e nel febbraio 2022 annuncia l'attesa del suo terzo figlio. Il 29 agosto 2022 nasce il figlio della coppia, Cyan Lima Lemmers. Il 17 dicembre 2024 annuncia tramite social media, il suo matrimonio con Lemmers.

## Immagine pubblica
Nel 2005 fu inserita dalla rivista AskMen al primo posto della classifica Top 99 Women of 2005. Nel 2008 il sito models.com la classificò al primo posto nella top sexiest, la classifica delle modelle più sexy. Posizione riconfermata per cinque anni consecutivi. Nel 2011 e 2013 la rivista spagnola DT la classificò al terzo posto tra le donne più sexy del mondo. Nel 2010, 2011 e 2013, secondo il sito McAfee, si posizionò rispettivamente sesta, ottava e nona, come celebrità più pericolosa del web, ovvero quelle dietro i cui nomi si nascondono tentativi di phishing, malware e pagine che sono cariche di software dannosi.
Nel 2006 Forbes la inserì nel quinto posto fra le modelle più pagate al mondo, con un compenso di 4 milioni di dollari, da allora è stata costantemente inserita in questa classifica fino al 2014, 2015 e 2016, dove sale in seconda posizione, con un guadagno rispettivamente di 8, 9 e 10.5 milioni di dollari.
Sempre secondo Forbes, nel 2012 il suo patrimonio era di 35 milioni di dollari, mentre nel 2016 si aggira intorno ai 75 milioni.
Forbes
- 5º posto, con 4 milioni (2006)[134]
- 4º posto, con 6 milioni (2007)[137]
- 4º posto, con 7 milioni (2008)[138]
- 4º posto, con 7 milioni (2009)[139]
- 4º posto, con 7.5 milioni (2010)[140]
- 4º posto, con 8 milioni (2011)[141]
- 4º posto, con 7.3 milioni (2012)[142]
- 3º posto, con 6 milioni (2013)[143]
- 2º posto, con 8 milioni (2014) ex aequo con Doutzen Kroes[144]
- 2º posto, con 9 milioni (2015) ex aequo con Cara Delevingne[145]
- 2º posto, con 10.5 milioni (2016)[146]
- 4º posto, con 10.5 milioni (2017)[147]

### Beneficenza
Adriana Lima è impegnata anche nella beneficenza per un orfanotrofio nella sua città natale. Si adopera per l'ampliamento dell'orfanotrofio e l'acquisto di abiti per i bambini poveri di Salvador. Nel maggio 2012 partecipò al progetto maternità a Saint Damien, Haiti, per visitare le mamme ed i bambini nel reparto di neonatologia. Nell'aprile 2015 inaugurò nuove aree ricreative e una biblioteca per i bambini dell'ospedale Pequeno Principe a Curitiba, in Brasile. L'iniziativa avvenne grazie ad un'asta realizzata dal marchio di orologeria svizzera IWC, di cui è ambasciatrice.

## Filmografia

### Cinema
- Walking, regia di Thomas Lachambre e Peter Lindbergh – cortometraggio documentario (2017)
- Ocean's 8, regia di Gary Ross (2018)

### Televisione
- The Hire – serie TV, episodio 1x03 (2001)
- How I Met Your Mother – serie TV, episodio 3x10 (2007)
- Ugly Betty – serie TV, episodio 3x6 (2008)
- The Crazy Ones – serie TV, episodio 1x10 (2013)
- Love Advent – serie TV, episodio 4x24 (2014)

### Videoclip
- Lenny Kravitz: Yesterday Is Gone – non accreditata (2001)

## Programmi televisivi
- American Beauty Star (Lifetime, 2017)

## Doppiatrici italiane
Nelle versioni in italiano dei suoi lavori, Adriana Lima è stata doppiata da:
- Domitilla D'Amico in Tim Turbo (Spot 1)
- Elisabetta Spinelli in Tim Turbo (Spot 2, 3, 4)
- Francesca Fiorentini in Tim Turbo (Spot 6, 7)
- Claudia Catani in Ugly Betty
- Eleonora De Angelis in The Crazy Ones

Dall'ottavo al dodicesimo spot di Tim Turbo recita in italiano.

## Agenzie
Nel luglio 2013 lasciò l'agenzia Marilyn Agency, che la rappresentava a New York da lungo tempo, a favore della Society Management.
Attualmente le agenzie da cui è rappresentata sono:
- Elite Model Management - Parigi, Milano, Londra
- Society Management - New York
- CAA - Los Angeles

## Campagne pubblicitarie
- Adriana Lima x Puma (2019-2020)
- Amazon (2019)
- Anna Sui Jeans
- Amazon Beverages (2013-2014)
- Armani Jeans A/I (2001)
- Balmain P/E (2015)
- BCBG Max Azria P/E (2000) A/I (2019)
- Blumarine A/I (1997; 2011)
- Bebe Stores P/E (1999) A/I (1999)
- BMW (2001)
- Bulgari P/E (1999;2003)
- BuzzFeed (2016)
- Calzedonia Summer (2016)
- Colcci (1995)
- Chopard (2019)
- De Beers (2000)
- Desigual A/I (2014)
- Dogpound (2022)
- Donna Karan P/E (2012; 2014)
- Doritos (2009 e 2014)
- Dudalina P/E (2019)
- Elie Saab (2006)
- Emporio Armani (2001)
- Emporio Armani White fragrance (2001-2003)
- Errenno A/I (2000)
- Forum P/E (2003 e 2012) A/I (2011)
- French Connection
- Gai Mattiolo (1997)
- Gasoline P/E (1998)
- George Rech A/I (1998)
- Givenchy A/I (2009)
- Guess? (2000-2001)
- Helena Rubinstein (2025)
- H&M Summer (2015)
- Hublot Watches (2021)
- Iguatemi A/I (2003)
- Intimissimi A/I (2000)
- IWC A/I (2014)
- Jason Wu A/I (2014)
- Keeds
- Kia Motors (2012 e 2014)
- La Perla
- Le Lis Blanc P/E (2017) A/I (2017)
- Liverpool (2008)
- Loewe (2012)
- Marc Jacobs P/E (2015-2016) Pre fall (2023)
- The Marc Jacobs Essentials (2024)
- Marc Jacobs Decadence Fragrance (2015-2017)
- Marc Jacobs Divine Decadence Fragrance (2016-2017)
- Marc Jacobs x Stephen Sprouse Spring (2025)
- Mavi Jeans (2012-2013)
- Max Mara P/E (2020)
- Maybelline (2003-2009; 2014-presente)
- Messika
- Metro City P/E (2013) A/I (2013)
- Miu Miu Eyewear  P/E (2013)
- Miu Miu P/E (2013) A/I (2013)
- Miu Miu Croisière (2019)
- Mossimo (1999)
- M. Officer (2002)
- Napier
- Neiman Marcus
- Newport News (2000-2001)
- Ona Saez
- Palms Casino Resort (2019)
- Puma (2018-presente)
- Puma x Maybelline (2019)
- Privè reveaux (2020)
- Schutz (2018)
- Sportmax P/E (2017) A/I (2017)
- Swatch 'Skin' watches P/E (2000)
- Teleflora (2012)
- TIM (2004-2005)
- Unsorted
- Versace A/I (2003)
- Versace x Raichuelo P/E (2015)
- Vassarette
- Veet (2014-2015)
- Victoria's Secret (1999-2018; 2023)
- Victoria's Secret Angels (2000-2018)
- Vogue Eyewear P/E (2015-2016) A/I (2015-2016)
- Waterdrop (2022)
- XOXO (2003)
- Zara 50th Anniversary 50 Years 50 Icons (2025)
- Zapping A/I (1998)
- Zeki Triko (2003-2004)